# Said Mahmoudi
Said Mahmoudi, född 6 januari 1948 i Teheran, är en svensk professor emeritus i internationell rätt vid Stockholms universitet. Han är också gästprofessor vid Luleå Tekniska Universitet. 
Mellan november 1974 och maj 1981 tjänstgjorde han som diplomat på iranska ambassaden i Stockholm och på iranska UD. Han blev juris doktor i oktober 1987 (Stockholm), docent i folkrätt i september 1988 (Stockholm) och professor i internationell rätt vid Stockholms universitet i april 1999. Han tjänstgjorde som dekanus för Juridiska fakulteten vid samma universitet mellan januari 2009 och december 2011. 2017 valdes han till årets lärare vid Stockholms universitet.
Said Mahmoudis forskningsområden består av havsrätt, internationell miljörätt, internationellt bruk av våld och internationella organisationer. Han har publicerat ett flertal böcker och artiklar inom folkrätt. Han höll föreläsning i folkrätt vid The Hague Academy of International Law 8–12 juli 2019. Han har hållit en serie föreläsningar om "self-defence and 'unwilling och unable' States" för United Nations Audiovisual Library of International Law.
Bland hans olika uppdrag kan nämnas ett tidigare ordförandeskap i styrelsen för Stockholms miljörättscentrum; ledamot i styrelsen för Stockholm Centre for International Law and Justice; ledamot i International Advisory Board of the Law of the Sea Institute, University of California, Berkley; ledamot i International Council of Environmental Law; ledamot i den svenska avdelningen av International Law Association; ledamot i redaktionskommittéerna för ”Yearbook of International Environmental Law”, ”Scandinavian Studies in Law”, and ”Aegean Review of the Law of the Sea and Maritime Law.

## Utmärkelser
- H. M. Konungens medalj i guld av 8:e storleken i Serafimerordens band (Kon:sGM8mserafb, 2020) för förtjänstfulla forskningsinsatser rörande havsrätt, miljöfrågor och internationell folkrätt[8]